# Вальдехалон
Вальдехало́н (исп. Valdejalón, араг. Val de Xalón / Xalón Meyo) — район (комарка) в Испании, входит в провинцию Сарагоса в составе автономного сообщества Арагон.

## Муниципалитеты
1. Ла-Альмунья-де-Донья-Година
2. Альмонасид-де-ла-Сьерра
3. Альпартир
4. Бардальюр
5. Калаторао
6. Чодес
7. Эпила
8. Лусена-де-Халон
9. Лумпьяке
10. Мората-де-Халон
11. Ла-Муэла
12. Пласенсия-де-Халон
13. Рикла
14. Руэда-де-Халон
15. Салильяс-де-Халон
16. Санта-Крус-де-Грио
17. Урреа-де-Халон